# 藍泉媽媽
藍泉媽媽是一個創立於香港的YouTube頻道，由兩位主持人共同經營，其頻道內容主要以糾錯為主題，及分析並批評其他創作者的錯誤或不實內容，主要是对于老高與小茉。其影片主要採用类似老高與小茉風格的雙人對談形式，由一男一女互動呈現內容，亦有频道男性主持人单独出镜演讲的形式。該頻道曾经的大頭照構圖與老高頻道類似，而影片中偶爾出現的寵物亦與老高影片中的狗「力氣」屬於同一品種。

## 經歷
2023年5月19日，藍泉媽媽於影片中表示曾委託日本徵信社調查老高與小茉的個人隱私，並取得一份長達56頁的資料。據稱，該資料涵蓋上陸許可、出入境紀錄、工作紀錄、納稅申報、駕照資訊、交通違規紀錄及賓利車輛持有情況等細節。藍泉媽媽亦聲明，雖然掌握相關資料，但不會公開其內容。
2023年8月，藍泉媽媽公開指控老高的多部影片涉嫌抄襲日本YouTuber的作品。她指出，老高的影片在結構、數據運用及敘述方式上與原創內容高度相似，部分內容甚至被認為是「逐字翻譯」或「完全照搬」。其中，她特別提到老高於2023年6月27日上傳的影片《昆蟲的三大超能力：飛行、變態、休眠》，認為該影片在文本、敘事結構及數據上與日本YouTuber的影片幾乎一致。
對此指控，老高於2023年8月5日發表聲明，承認頻道內容並非完全原創。他表示，其影片內容主要來自網絡和書籍等公開資訊，並強調頻道旨在將這些資訊整理後以輕鬆有趣的方式呈現給觀眾，而非創作全新內容。他進一步指出，頻道的核心宗旨並非追求「原創性」，因此可能無法滿足部分觀眾的相關期待。
針對「100%抄襲」的指控，老高予以否認。他表示，若原創作者對其內容的使用提出異議，他願意刪除相關影片以示尊重。他還補充，影片中引用的多為公共領域資訊，例如科學事實或歷史資料，這些內容通常不受著作權保護。
2024年9月25日，藍泉媽媽發布一則影片，質疑印度神童阿南德的預言可信度，並分析其背後可能涉及的商業操作。影片中，藍泉媽媽指出阿南德的預言影片存在剪輯痕跡，認為此舉可能是為了迎合觀眾心理，從而推動商業利益。
藍泉媽媽進一步提到，阿南德2019年發布的一則影片中提及的「隔離」並非針對疫情，而可能暗指印度的能源交易系統與全球其他地區脫鉤。她質疑阿南德的預言過於包裝，並推測其父母可能將其視為經濟資源，利用大眾對未來的不安情緒進行商業化運作，例如提供高價諮詢服務。
此外，藍泉媽媽聲稱，阿南德的父親曾要求學校視其兒子為「活佛」，並試圖將他塑造成奧修靈童的轉世，以便獲取如豪華車輛與私人飛機等財富。這些計劃據稱由阿南德本人無意中透露，並在校內廣為流傳。
該影片還提到，阿南德的官方網站設有繁體中文選項，且頻繁提及台灣，藍泉媽媽因此懷疑其可能有針對台灣市場的行銷策略，試圖吸引特定族群的注意以擴大影響力。
對此，阿南德公開否認影片存在剪輯，強調自己出於對吠陀經典的熱愛而自願從事占星相關活動，並否認父母對其有任何強迫行為。他表示，七歲離開學校的決定完全出於自願且經過深思熟慮。他認為藍泉媽媽的影片純粹是為了博取流量，並批評藍泉媽媽的指控缺乏事實依據，並認為該影片屬於不負責任的誹謗。他警告若對方不撤下影片並公開道歉，將考慮採取法律行動。